# Cávado (underregion)
Cávado är en statistisk underregion (NUTS 3) i norra Portugal.                                                                                                                                                            
Den är en del av den statistiska regionen Norra Portugal (NUTS 2).
Ytan uppgår till 1245,8 km² och befolkningen till 410 000 invånare (2011).
Underregionen Cávado omfattar en del av distriktet Braga och sammanfaller geografiskt med Comunidade Intermunicipal do Cávado ("Cávados kommunalförbund"; ”CIM Cávado”).

## Kommuner
Underregionen Cávado omfattar 6 kommuner (concelhos) och 170 kommundelar (freguesias).
- Amares
- Barcelos
- Braga
- Esposende
- Terras de Bouro
- Vila Verde